# یاشنووکا
یاشنووکا (به لاتین: Jasienówka) یک روستا در لهستان است که در گمینا جادکوویتسه واقع شده‌است. یاشنووکا ۹۰ نفر جمعیت دارد.